# Preistoria della Georgia
La preistoria della Georgia è un periodo tra la prima abitazione umana del territorio nell'attuale nazione della Georgia e il tempo quando gli assiri e urartiani, e più precisamente, i resoconti classici, portarono le tribù proto-georgiane nell'ambito della storia registrata.

## Età della pietra

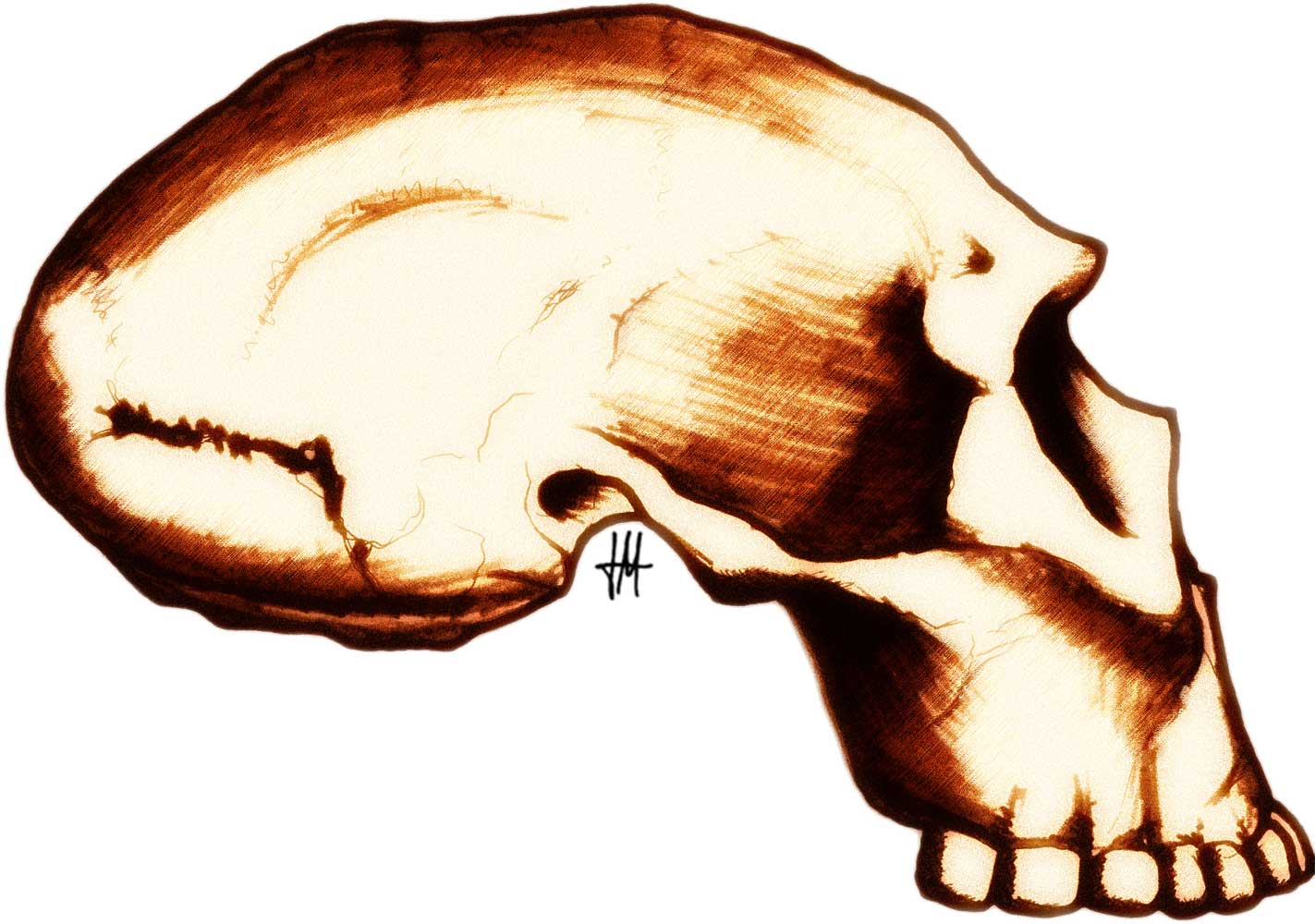
Descrizione di fossili dellHomo georgicus trovati a Dmanisi.

Gli uomini hanno abitato la Georgia per un tempo estremamente lungo, come viene attestato dalle scoperte, nel 1999 e 2002, di due teschi di Homo erectus (H. georgicus) a Dmanisi nella Georgia meridionale. Dallo strato archeologico insieme ai resti umani, sono stati portati alla luce centinaia di utensili in pietra e numerose ossa di animali datati approssimativamente a 1,6-1,8 milioni di anni fa (poiché lo strato di lava basaltica sottostante riporta un'età approssimativa di 1,8 milioni di anni). Il sito dimostra inequivocabilmente la più antica presenza dei primi uomini, escludendo comunque i resti umani trovati nel continente africano.
Più tardi sono stati scoperti i siti acheuleani del paleolitico inferiore negli altopiani della Georgia, particolarmente nelle caverne di Kudaro (1600 m sopra il livello del mare), e a Tsona (2100 m). I siti acheuleani all'aperto e i luoghi dei ritrovamenti si trovano anche in altre regioni della Georgia, per esempio nell'Altopiano di Javakheti dove furono trovati amigdale acheuleane a 2400 m sopra il livello del mare.
Il primo insediamento ininterrotto su territorio georgiano risale al periodo del Paleolitico medio, più di 200.000 anni fa. I siti di questo periodo sono stati trovati a Shida Kartli, Imeretia, Abcasia e in altre aree.
Conservati dai monti del Caucaso, e beneficiando degli effetti migliorativi del Mar Nero, la regione sembra essere servita da refugium biogeografico per tutto il pleistocene. Queste caratteristiche geografiche evitavano al Caucaso meridionale le severe oscillazioni climatiche permettendo alla razza umana di prosperare in molte parti della regione per millenni.
Resti del paleolitico superiore sono stati investigati a Devis Khvreli, Sakazhia, Sagvarjile, Dzudzuana, Gvarjilas Klde e altre grotte, delle quali in una a Dzudzuana sono state scoperte le più antiche fibre di lino colorate risalenti a 36.000 anni BP. A quel tempo, l'area orientale del Caucaso meridionale sembra essere stata scarsamente popolata, contrariamente alle valli del fiume Rioni e Kvirila nella Georgia occidentale. Il paleolitico terminò circa 10.000-12.000 anni fa, cedendo il passo alla cultura mesolitica, quando l'ambiente geografico e i paesaggi del Caucaso vennero infine a formarsi così come li appaiono oggi.
Nella Georgia sono trovati i segni della cultura neolitica, e la transizione dalla pratica dei cacciatori-raccoglitori all'agricoltura e allevamento di bestiame, risalenti almeno al 5000 a.C. I primi siti neolitici vengono principalmente trovati nella Georgia occidentale, come Khutsubani, Anaseuli, Kistriki, Kobuleti, Tetramitsa, Apiancha, Makhvilauri, Kotias Klde, Paluri e altri. Nel V millennio a.C., anche il bacino del Kura (Mtkvari) venne stabilmente popolato, e gli insediamenti come quelli a Tsopi, Aruchlo e Sadakhlo lungo il Kura nella Georgia orientale sono distinti da una lunga e durevole tradizione culturale, una caratteristica architettura e un'abilità considerevole nella lavorazione della pietra. La maggior parte di questi siti hanno attinenza con il fiorente complesso archeologico del tardo neolitico/eneolitico noto come la cultura di Shulaveri-Shomu. La datazione del radiocarbonio riferita ai siti di Shulaveri indica che i suoi più antichi insediamenti risalgono al tardo VI − inizio V millennio a.C.
Negli altopiani dell'Anatolia orientale e Caucaso meridionale, la giusta combinazione di animali domestici e cereali e legumi seminabili rese possibile la prima agricoltura. In questo senso, la regione può giustamente essere considerata una delle "culle della civiltà".
L'intera regione si presume sia stata, nel periodo iniziante nell'ultimo quarto del IV millennio a.C., abitata da genti che furono possibilmente imparentate etnicamente e gruppi hurriti. L'unità etnica e culturale di questi 2.000 anni viene caratterizzata da alcuni studiosi come calcolitica o eneolitica.

## Età del bronzo e del ferro
Dal 3400 al 2000 a.C.  ca., la regione vide lo sviluppo della cultura di Kura-Araxes o prima cultura transcaucasica incentrata nelle zone dei bacini del Kura e Araxes. Durante questo periodo, venne raggiunta la stabilità economica basata sull'allevamento di bestiame e ovini ed un notevole sviluppo culturale. I capitribù locali sembra essere stati uomini ricchi e potenti. Dai loro tumuli di sepoltura sono stati estratti vasi finemente lavorati in oro e argento; alcuni incisi con scene rituali che suggeriscono l'influenza cultuale medio-orientale. Questa cultura vasta e fiorente aveva contatti con la più avanzata civiltà accadica della Mesopotamia, ma gradualmente andò in declino cessando nel 2300 a.C. ca., essendosi alla fine frantumata in diverse culture regionali, delle quali una delle più antiche è la cultura di Bedeni nella Georgia orientale.

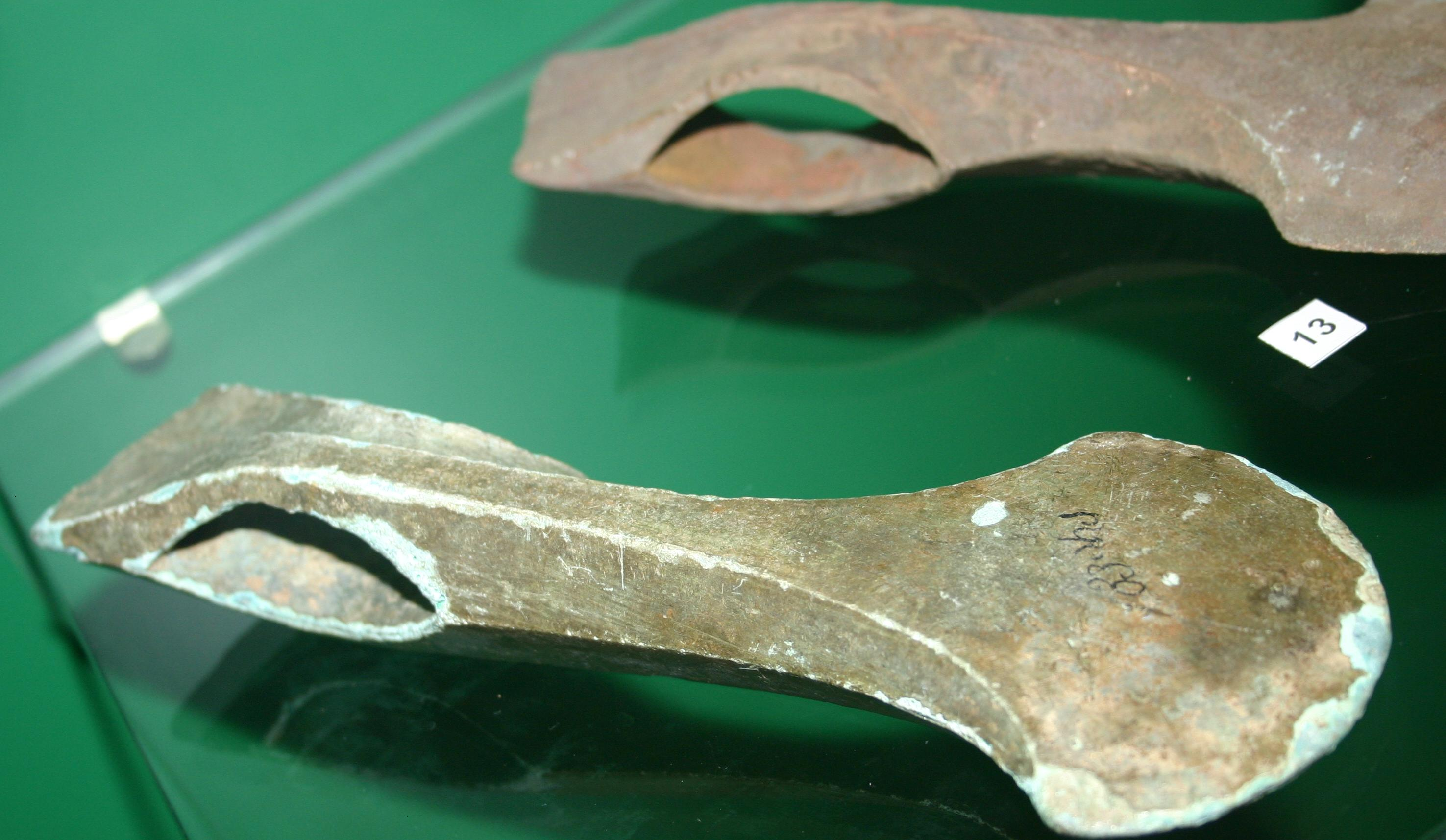
Asce colchiche

Alla fine del III millennio a.C., c'è l'evidenza di uno sviluppo economico considerevole con un commercio in aumento fra le tribù. Nella Georgia occidentale, un'unica cultura nota come colchica venne a svilupparsi tra il 1800 e il 700 a.C., e nella Georgia orientale la cultura di Trialeti kurganica (dei tumuli) arrivata al suo culmine intorno al 1500 a.C. Negli ultimi secoli del II millennio a.C., la lavorazione del ferro appariva nel Caucaso meridionale, e iniziava così la vera età del ferro con l'introduzione di utensili e armi su larga scala e di qualità superiore a quelli fino ad allora fatti con rame e bronzo, un mutamento che nella maggior parte del Vicino Oriente potrebbe non essere accaduto prima del X o IX secolo a.C.
Durante questo periodo, come hanno dimostrato alcuni linguisti, l'unità etnica e linguistica dei proto-georgiani infine si venne a suddividere in diversi rami che adesso formano la famiglia delle lingue caucasiche meridionali o kartveliane. La prima a differenziarsi fu la lingua svan nella Georgia nord-occidentale, verso il XIX secolo a.C. Nell'VIII secolo a.C. divennero lingue distinte lo zan, la base del mingrelio e il laz. Su basi linguistiche, è stato stabilito che la più antica etnia georgiana/kartveliana era costituita da quattro tribù principalmente relazionate: i georgiani propriamente detti ("karti"), i zan (megreli-laz, colchici), e gli svan – che infine formeranno la base dell'attuale popolo georgiano.